# Virtual Bart
Virtual Bart är ett spel baserat på TV-serien Simpsons för Super NES och Mega Drive/Genesis. Spelet släpptes under 1994 av Acclaim Entertainment och utvecklades av Sculptured Software och innehåller dialoger inspelade av Nancy Cartwright och Dan Castellaneta. 

## Spelet
På en vetenskapsmässa hamnar Bart i en virtuell verklighet och måste klara alla "virtuella världar" för att komma ur världen. Spelaren kan själva välja vilken ordning man vill spela världarna.

### Världar
"Dinosaur": Bart är en dinosaurie, på toppen av Mt. Springfield. Spelaren måste överleva olika hinder och slåss mot andra dinosaurier och neandertalsmänniskor. Bossen är Homer och Moe som försöker knuffa ner Bart i en issjö.
"Baby": Bart befinner sig i sin barndom, och flyr från sitt sovrum och spelaren måste undvika hinder och andra djur och hamnar till slut på en cirkus.
"Pig": Bart är en gris på "Krusty the Klown's pork factory". Spelaren måste rädda de andra grisarna och komma förbi andra hinder och clowner.
"Water Slide": Bart åker en vattenrutschbana och måste undvika faror som dyker upp. Ibland delar sig banan, men bara en är rätt.
"Vandal": Bart gömmer sig och försöker kasta tomater och ägg på eleverna i Springfield Elementary men får inte träffa någon vuxen.
"Post-Apocalypse": Bart åker moped och skjuter på hinder samtidigt som han försöker överleva en förintelse av Springfield. Spelaren cyklar på en motorväg och måste undvika Jimbo Jones, Kearney och Dolph. När han kommer hem är alla i familjen döda, men Bart bryr sig inte utan kollar på Krusty.
Om spelarens liv tar slut, avslutas spelet, om spelaren klarar alla nivåer lyckas Bart fly och Homer använder maskinen istället.